# شريفة الخطيب
شريفة الخطيب (بالإنجليزية: Sharifa Alkhateeb) (1946-2004) كانت كاتبة، وباحثة، ومعلمة مسلمة في مجال التواصل الثقافي والبناء المجتمعى للإسلام والمسلمين في الولايات المتحدة. كانت تشارك في القضايا النسائية، ومنع العنف المنزلي وكذلك الأديان والمنظمات التعليمية. أسست أول منظمة وطنية للنساء المسلمات في الولايات المتحدة وكانت أول امرأة تحصل على جائزة خدمة المجتمع من الجمعية الإسلامية لأمريكا الشمالية.

## السيرة الذاتية
ولدت شريفة الخطيب في 6 يونيو (حزيران) 1946 في فيلادلفيا، بنسلفانيا. كان والدها يمنيًا وكانت والدتها من جمهورية التشيك، التي كانت أنذاك جزءًا من تشيكوسلوفاكيا. بعد الانتهاء من المدرسة الثانوية، واصلت الخطيب تعليمها وحصلت على درجة البكالوريوس في الأدب الإنجليزي من جامعة بنسلفانيا.
خلال فترة وجودها في جامعة بنسلفانيا، انضمت إلى الحركة النسائية في الستينيات، ولم تشعر قط بوجود تعارض بين معتقداتها الدينية والحركة النسائية. بعد الانتهاء من دراستها الجامعية، حصلت على درجة الماجستير في الدين المقارن من جامعة نورويتش، في نورثفيلد، فيرمونت وفي عام 1977 قامت بتحرير ترجمة للقرآن نشرتها مارمادوك بيكثال.
بين عامي 1978 و 1987، عاشت الخطيب وزوجها مجدي الخطيب في المملكة العربية السعودية حيث عملت صحفية في الجريدة الرسمية السعودية ودرست  في جامعة سعودية وفي مدارس خاصة. وفي عام 1988، عاد الزوجان إلى الولايات المتحدة، وأقاما في شمال فرجينيا، وعملت الخطيب خبيراً استشارياً في شؤون التنوع مع المدارس العامة في مقاطعة فيرفاكس في فيرفاكس، فيرجينيا  حيث أنتجت برنامجاً تلفزيونياً بعنوان «كيفية تربيه الأطفال في الشرق الأوسط» ، بث في الفترة من 1993 إلى 1997. في أوائل التسعينات، أصبحت مديرة تحرير المجلة الأمريكية للعلوم الاجتماعية الإسلامية وشاركت في كتابة «دفتر العالم العربي»، وهو نص دراسات اجتماعية مستخدم في نظام المدارس العامة في الولايات المتحدة. ومنذ عام 1989 وحتى وفاتها، شغلت الخطيب منصب رئيسة مجلس التعليم الإسلامي، وهو منظمة إقليمية تركز على تعليم المسؤولين عن الثقافة الإسلامية.
في عام 1992، أسست مجلس أمريكا الشمالية للمرأة المسلمة وشغلت أول رئيسة له. وكانت الرابطة أول منظمة وطنية للمسلمات الأمريكيات. وتابعت ذلك بإنشاء قاعدة بيانات استشارية للمنظمات التي تعالج احتياجات النساء المسلمات وأنشأت أول خط ساخن للأزمات من أجلهن.
في عام 1995، ترأست الخطيب التجمع الإسلامي في المؤتمر العالمي الرابع المعني بالمرأة الذي عقدته الأمم المتحدة في بيجين، الصين. في عام 1998 أنشأت مشروع الأسر المسالمة  بالتعاون مع وزارة العدل، لتحليل العنف في المجتمع المسلم. وكانت الدراسة الاستقصائية الناتجة أول تحقيق وطني بشأن العنف المنزلي داخل المجتمع المحلي.
بعد هجمات 11 سبتمبر، نسقت الخطيب جهود «اتحاد بين الأديان من المعابد والكنائس والمساجد لتسهيل الحوارات والتفاهم». أصبحت رئيسة فريق الشرق الأوسط/مسلم لمشروع مرونة المجتمع، الذي تم تمويله من قبل الوكالة الفيدرالية لإدارة الطوارئ، كمركز لتقديم المشورة في الأزمات في شمال فرجينيا بعد الهجمات. وفي أيلول/سبتمبر 2004، حصلت على جائزة خدمة المجتمع من الجمعية الإسلامية لأمريكا الشمالية، لتصبح أول امرأة تحصل على هذا الشرف على الإطلاق. بعد شهر واحد في 21 أكتوبر 2004 توفيت بسبب سرطان البنكرياس، في منزلها في أشبورن، فيرجينيا.
ومنذ وفاتها، لا تزال هناك عدة جهود لتكريم إرثها. ومن بين هذه المشاريع مشروع الأسر المسالمة، جائزة شريفة الخطيب لخدمة المجتمع التي تمنحها سنوياً مؤسسة الحرية في ماس، ومنحة شريفة الخطيب التذكارية لمدارس مقاطعة فيرفاكس العامة.

## جدال
تم نشر فيديو لشبكه «سي سبان» لشريفة الخطيب وهي تتحدث في مؤتمر التوعية السياسية للأميركيين المسلمين في 5 أغسطس 1989 من قبل الموسيقي المحافظ «تيد نوغنت» في مايو 2019 الذي نشر الفيديو على صفحته على فيسبوك، في عملية خاطئة في تحديدشريفة الخطيب كـ «عضوة الكونغرس الجديدة من ميشيغان» - على ما يبدو قد أربكت شريفة الخطيب مع النائبة رشيدة طالب. في خطابها قالت الخطيب:
في حين أن هدفنا، هدفنا النهائي، ليس أن نصبح جزءا من النظام الذي نعيشه الآن والذي نراه فحسب، فإن هدفنا النهائي هو أن ننشئ نظمنا الإسلامية الخاصة بنا، وليس فقط أن ننشئ نظما إسلامية للمسلمين، بل أن ننظر إلى جميع الأشخاص الآخرين الذين يشاركوننا هذا البلد بوصفهم مسلمين محتملين. وإذا نظرنا إليهم على أنهم مسلمون محتملون، وإذا شعرنا بأننا ملزمون، وهذا ما أخبرنا به الله، بأن نحاول أن نضعهم في نفس أسلوب التفكير ونفس أسلوب السلوك ونفس الأهداف التي لدينا، فعندئذ نحتاج إلى طريقة ما للتواصل معهم، وبطريقة ما يمكننا العمل معهم. وفي هذه العملية الطويلة لجعل أمريكا مسلمة، كل أمريكا مسلمة، يجب أن يكون لدينا بعض الأهداف الحقيقية القصيرة المدى.